# ذهن، خود و جامعه
ذهن، خود و جامعه (به انگلیسی: Mind, Self and Society) کتابی است بر اساس آموزه‌های جامعه‌شناس آمریکایی جورج هربرت مید (۲۷ فوریه ۱۸۶۳–۲۶ آوریل ۱۹۳۱) که سه سال پس از مرگش در ۱۹۳۴ توسط شاگردانش منتشر شد. به عنوان منبع نظریه کنش متقابل نمادین اعتبار دارد. چارلز دبلیو. موریس ((۲۳ مه ۱۹۰۱–۱۵ ژانویه ۱۹۷۹) بر اساس گفتمان شفاهی و یادداشت‌های شاگردان مید، نسخه «ذهن، خود و جامعه» را آماده و منتشر ساخت.
جورج هربرت مید تحلیل روان‌شناختی را از طریق رفتار و تعامل خود فرد با واقعیت نشان می‌دهد.
این رفتار بیشتر از طریق تجربیات و برخوردهای جامعه شناختی شکل می‌گیرد. چنین تجربیاتی منجر به رفتارهای فردی می‌شود که عوامل اجتماعی ایجاد کننده ارتباطات در جامعه را تشکیل می‌دهد. ارتباط را می‌توان به عنوان درک حرکات فرد دیگر توصیف کرد. مید توضیح می‌دهد ارتباط یک کنش اجتماعی است زیرا به دو یا چند نفر برای تعامل نیاز دارد.
او همچنین توضیح می‌دهد خود یک فرایند اجتماعی با ارتباط بین «من I»، شکل ناب خود، و «به‌من Me»، شکل اجتماعی خود است. «من I»، پاسخی به «به‌من Me» می‌شود و بالعکس. هم «من I» که با پاسخ یک فرد سروکار دارد و هم «من Me» که نگرش‌هایی است که شما اتخاذ می‌کنید، هر دو مربوط به خود اجتماعی هستند.

## زندگی‌نامه

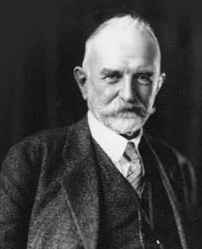
جورج هربرت مید (۲۷ فوریه ۱۸۶۳–۲۶ آوریل ۱۹۳۱) جامعه‌شناس و فیلسوف آمریکایی

جورج هربرت مید جامعه‌شناس و فیلسوف آمریکایی بود. او در ۲۷ فوریه ۱۸۶۳ در هدلی جنوبی، ماساچوست زاده شد و در ۲۶ آوریل ۱۹۳۱ در شیکاگو، ایلینوی درگذشت. جورج هربرت مید در کالج اوبرلین و دانشگاه هاروارد تحصیل کرد. مید از ۱۸۹۱ تا ۱۸۹۴ مدرس فلسفه و روان‌شناسی اجتماعی در دانشگاه میشیگان بود. در سال ۱۸۹۴، مید در دانشگاه شیکاگو حضور یافت. مربی شد و تا پایان عمرش در آنجا ماند. مید به سبب فعالیت‌هایش در زمینه روان‌شناسی اجتماعی و پراگماتیسم شناخته شده بود.
مشارکت جورج مید در روان‌شناسی اجتماعی نشان داد چگونه خود انسان در فرایند تعامل اجتماعی به وجود می‌آید. مید یکی از متفکران اصلی در میان پراگماتیست‌های آمریکایی بود که به‌شدت تحت تأثیر نظریه نسبیت و دکترین «ظهور» قرار گرفت. هدف نسبی‌گرایی مرکز کار فلسفی مید است. ذهن‌های بزرگی مانند مید مورد بهره‌برداری فیلسوفان بزرگ دیگری مانند جان دیویی (۲۰ اکتبر ۱۸۵۹–۱ ژوئن ۱۹۵۲) و جوشیا رویس (۲۰ نوامبر ۱۸۵۵–۱۴ سپتامبر ۱۹۱۶) قرار گرفت. مید هرگز کتابی را منتشر نکرد. شاگردانش، سخنرانی‌ها و یادداشت‌های او را از نوارهای ضبط‌شده و مقالات منتشرنشده ویرایش کردند و آثارش را پس از مرگش منتشر کردند.

## مفهوم «من I» و «به‌من Me»
مفهوم اصلی بین «من I» و «به‌من Me» این است که خود یک فرایند اجتماعی است. وقتی می‌گوید انسان یا فرد یک فرایند اجتماعی است یعنی ناتمامیم. این پرسش بزرگی است که امروزه بسیاری از جامعه شناسان در حال بررسی آن هستند. چگونه خود می‌تواند اجتماعی و در عین حال ناتمام باشد؟ کتاب به این مفهوم از منظر رفتار و نگرش‌های اجتماعی می‌پردازد که چگونه «من I» و «به‌من Me» بخشی از یک کل هستند که «خود» را تشکیل می‌دهند.
«من I» همان «من I» و «به‌من Me» همان «به‌من Me» است. آنها نمی‌توانند یکی یا دیگری باشند یا به هیچ وجه بر یکدیگر برتری داشته باشند زیرا اگرچه آنها جدا هستند و در زمان‌های مختلف رخ می‌دهند ولی دست در دست هم و با هم کار می‌کنند. برای کمک به افراد در جهت‌یابی جامعه و در شرایط مختلف ممکن است خودمان را با آنها معرفی کنیم.
در وضعیت «من I»، فرد احساس می‌کند در جامعه موقعیتی دارد که دارای کارکرد یا امتیاز خاصی است ولی آنها به‌طور کامل از آن مانند حالت «به‌من Me» آگاه نیستند. فرد خواستار پاسخ است و می‌تواند جامعه ای را با نگرش خود سازماندهی کند زیرا «به‌من Me» یک خود اجتماعی، قابل اعتماد و پیش‌بینی است - که آگاهانه است و درک درستی از هنجارهای اجتماعی جامعه دارد در حالی که «من I» شکل ناب کوچکی از خود است که وجود ما در آن عمل می‌کند، در کسری از ثانیه تصمیم می‌گیریم و فاقد خود است - همچنین پاسخ فوری آگاهانه و غیرقابل پیش‌بینی «من I» تا پس از آن در دسترس نیست. براساس کتاب، به یاد آوردن «آنچه بودی» یک دقیقه پیش، یک روز پیش یا یک سال پیش.
براساس کتاب، در نظر گرفتن نگرش، «به‌من Me» را معرفی می‌کند و سپس به عنوان یک «من I» به آن واکنش نشان می‌دهد. به این معنا که فرد «من I» است و در کسری از ثانیه زمانی که تصمیم گرفته شد، «من I» به «به‌من Me» تبدیل می‌شود و سپس به «من I» برگردیم. این یک دایره ممتد کنایه آمیز است زیرا پرسش اینکه کدام یک پیش از دیگری قرار می‌گیرد، همان قیاس مشهور است: «چه چیزی اول می‌آید: مرغ یا تخم مرغ». معمولاً «من I» از نظر زمانی خیلی دیرتر اجرا می‌شود، «به‌من Me» در موقعیت‌ها حضور بیشتری دارد و سریع‌تر عمل می‌کند. «من I» به معنای خاص همان چیزی است که ما خود را با آن می‌شناسیم.
«من I» پاسخی به نگرش‌های دیگران است در حالی که «به‌من Me» نگرش‌هایی است که فرد با دیگران به اشتراک می‌گذارد یعنی «به‌من Me» همان باورهای مشترک و «من I» واکنشی به باورهای دیگران است.

## ساختار کتاب
ساختار «ذهن، خود و جامعه» براساس یک «آرزوی شخصی بدون در نظر گرفتن سایر کنشگران اجتماعی، اسناد موجود و محدودیت‌های عملی» ایجاد نشده‌است. در ساختار کتاب «چندین پروژه برای جلب توجه بیشتر به مید» وجود داشت. به گفته اسمیت و رایت، تصمیم گرفته شد این کتاب‌ها به این صورت نوشته شوند که «یادنامه مید - به همراه جیمز اچ. تافتز، ادیسون دبلیو. مور و ادواردز اس. ایمز - قبلاً چاپ شده بود.»
کتاب به چهار بخش عمده تقسیم شده‌است:
- بخش اول: دیدگاه رفتارگرایی اجتماعی

روان‌شناسی اجتماعی و رفتارگرایی
اهمیت رفتارگرایانه نگرش‌ها
اهمیت رفتارگرایانه حرکات
ظهور موازی‌گرایی در روان‌شناسی
تناظر و ابهام «آگاهی»
برنامه رفتارگرایی
- بخش دوم: ذهن

وونت و مفهوم ژست
تقلید و خاستگاه زبان
ژست آوازی و نماد مهم
اندیشه، ارتباطات و امر مهم
نماد
معنا
جهانی بودن
ماهیت هوش بازتابی
رفتارگرایی، واتسونیسم و بازتاب
رفتارگرایی و موازی گرایی روانی
ذهن و نماد
رابطه ذهن با پاسخ و محیط
- بخش سوم: خود

خود و ارگانیسم
پیشینه پیدایش خود
بازی، بازی و دیگری تعمیم یافته
خود و سوبژکتیو
"من I" و "به‌من Me"
نگرش‌های اجتماعی و دنیای فیزیکی
ذهن به عنوان واردات فردی فرایند اجتماعی
"من I" و "به‌من Me" به عنوان مراحل خود
تحقق خود در موقعیت اجتماعی
سهم "من I" و "به‌من Me"
خلاقیت اجتماعی خودظهوری
تضاد نظریه‌های فردی و اجتماعی خود
- بخش چهارم: جامعه

اساس جامعه انسانی: انسان و حشرات
اساس جامعه انسانی: انسان و مهره داران
ارگانیسم، جامعه و محیط زیست
مبانی اجتماعی و کارکردهای اندیشه و ارتباطات
جامعه و مؤسسه
آمیختگی "من I" و "به‌من Me" در فعالیت‌های اجتماعی
دموکراسی و جهانی در جامعه
بررسی بیشتر نگرش‌های مذهبی و اقتصادی
ماهیت همدردی
تضاد و ادغام
کارکردهای شخصیت و عقل در سازمان اجتماعی
موانع و وعده‌ها در سازمان اجتماعی
خلاصه و نتیجه‌گیری
- مقالات تکمیلی:

کارکرد تصویرسازی در رفتار
فرد بیولوژیک
خود و فرایند بازتاب
بخش‌هایی از اخلاق

### در مورد مید
- بلومر، هربرت: «پیامدهای جامعه شناختی اندیشه جورج هربرت مید»، مجله جامعه‌شناسی آمریکا، ۷۱ (۱۹۶۶): صص ۵۳۵–۴۴
- باتیوک، مری الن: «نادرست خواندن مید: آن زمان و اکنون»، جامعه‌شناسی معاصر، ۱۱ (۱۹۸۲): صص ۱۳۸–۴۰.

### آثار مید

ذهن خود جامعه

- ۱۹۰۰ - "پیشنهادهایی به سوی نظریه‌ای از رشته‌های فلسفی"
- ۱۹۱۰ - "آگاهی اجتماعی و آگاهی معناً و "مکانیسم آگاهی اجتماعی"
- ۱۹۱۳ - "خود اجتماعی"
- ۱۹۲۶ - "واقعیت عینی چشم اندازها"